# 羅子喬
羅子喬（英語：Bella Lo，1987年8月17日—），香港女演員、模特兒。出身澳門的羅子喬於2009年以模特兒身份在香港出道，2013年投入演藝界專注拍戲，首部演出電影為王晶監製的《爛滾夫鬥爛滾妻》，飾演杜汶澤其中一名女友。羅子喬更學過詠春、泰拳和形意拳等。在2015年更被日本圓谷製作公司挑選為超人之母人間體的亞洲代言人。最近憑日本超人之母角色而迅速走紅，繼而進軍日本、台灣藝能界，集氣質與性感獨特的臉孔，在鏡頭前總能發放懾人的魅力。

## 電影
- 2013：爛滾夫斗爛滾妻
- 2014：唐伯虎衝上雲霄
- 2014：天師鬥殭屍
- 2015：賭城風雲2
- 2021：任性的你

## 網劇
- 2010：足球女將

## 微電影
- 2013：最愛不是枕邊人

## 電視節目
- 怪談

## 舞台劇
- 2015 ULTRAHEROES ACROBATTLE LIVE IN HONG KONG

## 代言
- Nissan 日產

## 曾參與廣告
- Friso美素佳兒
- 維他 Vitapop

## 寫真
< Salala's>

## 其他
2011  iPhone Apps - 香港版「美人時計」

## 外部連結
- 羅子喬Bellalo的新浪微博
- 羅子喬的Facebook專頁
- 羅子喬的Instagram帳戶
- 羅子喬在香港影庫上的簡介